# Lagenidiaceae
Famille
Lagenidiaceae est une famille de champignons de l'ordre des Oomycetes. Ils sont appelés champignons entomopathogènes, parasites d'insectes ou d'autres arthropodes, entraînant leur mort.

## Liste des genres et espèces
Selon ITIS (2 novembre 2015) :
- genre Lagenidium Schenk, 1859
- genre Lagenocystis Copeland, 1956
- genre Myzocytium Schenk, 1858

Selon NCBI (2 novembre 2015) :
- genre Lagenidium
  - Lagenidium callinectes
  - Lagenidium caudatum
  - Lagenidium chthamalophilum
  - Lagenidium deciduum
  - Lagenidium giganteum
    - forme Lagenidium giganteum f. caninum

  - Lagenidium humanum
  - Lagenidium myophilum
  - Lagenidium thermophilum